# Meier (bestuur)
Een meier was vanaf de vroege middeleeuwen tot aan het einde van het ancien régime een ambtsdrager in een heerlijkheid. De meier stond onder meer in voor de inning van sommige heerlijke belastingen en pachten binnen de meierij en zat de lokale rechtbank voor.
In sommige gevallen was de meier een leenman van de heer wanneer de meierij van oudsher een erfelijk leen was. In andere gevallen werd de meierij  verpacht.

## Etymologie
De naam komt van het Latijnse adjectief māior (/ˈmɑːjɒr/), dat "grotere" of "oudere" betekent. Het Franse maire en het Engelse mayor, die allebei "burgemeester" betekenen, kennen dezelfde oorsprong. Ook de militaire rang majoor is hiervan afgeleid.

## Oorsprong
In het Latijn is de meier meestal vindbaar onder de termen maior of villicus, al was er nog een hele schare aan verwante termen. Een meier was in de middeleeuwen dikwijls uitbater van de vroonhoeve en beheerde het land van andere boerenhofsteden (saalland) die eigendom waren van een landsheer (saalhoeven). 
In dat geval was hij ook rentmeester van de heer en was hij verantwoordelijk voor het innen van de pachten naast de heerlijke belastingen (cijns). De meier was ook delger van de schulden aan de heer en hield eveneens toezicht over karweien en belastingen in natura aan de heer. Ook stond de meier, als hoofd van de laat- of schepenbank, mee in voor de rechtspraak betreffende personen en goederen binnen de heerlijkheid. Bloedzaken zoals verwondingen en moord vielen niet onder zijn bevoegdheid, maar werden door de baljuw behandeld.
Het meiersambt bleef gedurende heel het ancien régime bestaan totdat de Fransen het op het einde van de 18e eeuw definitief afschaften.

## Brabant
De term bleef in het hertogdom Brabant in gebruik voor de hoge bestuurlijke functie van bewindhebber, onder meer in de meierij 's-Hertogenbosch. Van 1629 tot 1795 lag dit gebied in Staats-Brabant en werd het als een generaliteitsland bestuurd vanuit Den Haag. De Noordelijke Staten-Generaal stelden in plaats van de meier een hoogschout aan.